# Nhiễm sắc tử chị em

Các nhiễm sắc thể bố (xanh lam) và mẹ (hồng) là nhiễm sắc thể tương đồng. Sau quá trình nhân đôi DNA, mỗi chiếc tạo nên một chiếc mới (cùng màu). Những chiếc cùng màu là nhiễm sắc thể chị em.

Các nhiễm sắc thể chị em cũng gọi là các nhiễm sắc tử chị em là những nhiễm sắc thể tương đồng có cùng một nguồn gốc của cha (thì không của mẹ) hoặc của mẹ (thì không của cha).
Đây là thuật ngữ di truyền học, được dịch từ tiếng Anh "sister chromatids" thường dùng để chỉ một cặp nhiễm sắc thể (hoặc nhiễm sắc tử) tương đồng, mà chiếc này là bản sao của chiếc kia (hoặc chiếc kia là bản sao của chiếc này) hình thành qua quá trình nhân đôi DNA từ một nhiễm sắc thể ban đầu.

## Ví dụ
- Ở tế bào xô-ma, các nhiễm sắc thể thường tồn tại thành từng cặp (hai chiếc) giống nhau về hình dạng, kích thước và cả phân bố các lô-cut gen trên đó được gọi là các nhiễm sắc thể tương đồng.
- Ở các loài sinh vật sinh sản hữu tính, trong một cặp nhiễm sắc thể tương đồng Aa luôn có một chiếc do bố truyền cho (A), còn chiếc kia (a) do mẹ truyền.
- Khi phân bào, mỗi chiếc tự nhân đôi: A tổng hợp nên A', còn a tổng hợp nên a' trong pha S thuộc kì trung gian của phân bào. Như vậy, A với A' cùng nguồn (cùng do bố "đẻ" ra), còn a với a' cùng nguồn (cùng do bố "đẻ" ra), nên A với A' là chị em, a với a' là chị em, nhưng A (hoặc A') với a (hoặc a') là không chị em, mặc dù tương đồng nhau.

## Nội hàm
- Lúc vừa mới tự nhân đôi, "chị" và "em" được liên kết nhau bởi một tâm động, tạo thành nhiễm sắc thể kép,[7] trong đó mỗi chiếc được gọi là một nhiễm sắc tử (chromatid). Sau đó, mỗi nhiễm sắc thể kép tách nhau, thì mỗi nhiễm sắc tử trở thành một nhiễm sắc thể đơn, không gọi là chromatid nữa, nhưng các nhiễm sắc thể đơn cùng nguồn vẫn là chị em với nhau.
- Trong ví dụ trên, A với A' đã tách nhau và thậm chí đã phân li về các tế bào con khác nhau, thì vẫn là hai nhiễm sắc thể chị em. Đối với a và a' cũng vậy.

## So sánh
So sánh nhiễm sắc tử chị em với các nhiễm sắc thể tương đồng, thứ bản thân nó là hai bản sao chép khác nhau của một nhiễm sắc thể mà các sinh vật lưỡng bội (như con người) kế thừa, một từ mỗi bố mẹ. Nhiễm sắc tử chị em nhìn chung thì giống nhau y hệt (vì chúng mang cùng alen, còn được gọi là biến thể hoặc phiên bản, của gien) bởi vì chúng bắt nguồn từ một nhiễm sắc thể gốc. Một ngoại lệ chính là, về cuối của giảm phân, sau khi sự kiện trao đổi chéo xảy ra, bởi vì các phần của mỗi nhiễm sắc tử chị em có thể đã bị tráo đổi với các phần tương ứng của các nhiễm sắc tử tương đồng mà chúng được bắt cặp trong giảm phân. Các nhiễm sắc thể tương đồng có thể hoặc có thể không giống nhau vì chúng bắt nguồn từ những bố mẹ khác nhau.